# Micrastur buckleyi
El halcón montés de Buckley (Micrastur buckleyi), también conocido como halcón de Buckley o halcón del bosque de cuello blanco, es una especie de ave falconiforme de la familia Falconidae.
Se puede encontrar en Brasil, Colombia, Ecuador y Perú. Su hábitat natural son los bosques húmedos de tierras bajas. No tiene subespecies reconocidas.